# Коларски занат
Коларски занат или коларство један је од старих заната или делатности која се бави израдом дрвене делове за запрежна кола, али и додавањем потребних делова од метала – гвожђа, за коначни изглед и функцију запрежних кола. Изузев запрежних кола, занатлије колари су израђивали и додатну опрему, укључујући јармове за воловску вучу, трагаче и колица за преношење мањих терета у кући. За дрвене плугове правили су гредеље на које је причвршћивана гвоздена глава с раоником. Правили су и оквире за дрљаче у које су уграђивали гвоздене клинове. 
Углавном су радили по поруџбини, често у оквирима робно—робне размене, али, своје производе износили су и на продају по вашарима и пијацама.

## Историја
Имајући у виду да је од првих људских заједница велики процент становништва Земље био пољопривредо оријентисан, утицао је на то да се покрене неопходна занатска делатност која би обезбедила свакодневно функционисање самодовољне сеоске привреде углавном као допунско занимање сеоских мајстора, који су првенствено израђивали и поправљали алатке за себе, а потом и за локалну заједницу. У овим условима наметала се и потреба за путничким и теретним саобраћајем и преносом добара – такође махом сеоског живља, а касније и бројних освајача (досељеника) широких пространстава на свим континентима света. Такође треба навести  да „Због (…) стања путева, сем малог изузетка, нигде не беше могућно путовати до пешице или на коњу“.
Времено су потребе становништва, освајачки покрети нових делова света и освајање нових тржишта, посебно у неприступачним, планинским и брдовитим деловима света приморали сељане да сами почнуса  израђивањем примитивних кола с пуним точком (један од назива у Србији је „врндељ”), која су коришћена за најразличитије привредне намене.
Током миленијума, иако се укупни изглед точкова једва мењао, ипак су се дешавале суптилне промене у дизајну точкова, као што су решетке и степенасти жбице, помогле су да буду у корак са захтевима савременог света који се непрестано мењао. Ове наизглед мале промене дизајна учиниле су значајно побољшање чврстоће точка, уз истовремено смањење његове тежине. Кола која су израђивали колари тада су постала ефикаснија, како за њихову изградњу тако и за употребу.

Убрзани развој и спори али неумитни процес развоја у свимн сверама друштва, јављају се први сеоски ио градски мајстори који су се све чешће упуштали у самосталне занатске делатности као примарни извор прихода. Тако се широм света све више развијао коларски занат, у оквиру кога су колари:
...првенствено правили дрвене делове за запрежна кола, али и додавали потребне делове од метала – гвожђа, за коначни изглед и функцију. Ту су на пример спадали, према народним називима, трапови, лотре, левче и шараге, што значи делови за безбедан пренос разноврсног терета, потом за управљање колима и, као посебно захтевни за израду, точкови, које је најтеже направити па се могу на неки начин сматрати самосталним занатским производом.
Када је током прве половине 20. века техничко-технолошки и општекултурни развој условио промену у привредној структури становништва, после Другог светског рата кулминирала је индустријализациј и масовни прелазак из села у градове, што је утицало на лагани нестанак коларског заната. 
И поред бројних потешкоћа у друрој половини 20. века занатске радионице су настављале рад по инерцији и без образовања нових мајстора, тако да се данас коларским занатом углавном баве малобројни ентузијасти, као допунским занимањем или хобијем, у оквиру кога најчешће раде само специјалне наруџбине.